# معهد 2 مارس 1934 (سوسة)
معهد 2 مارس 1934 هو ثانوية تقنية تونسية يقع بمدينة سوسة، تأسس إبان الحماية الفرنسية على تونس ويعد من أقدم المعاهد في الساحل التونسي بعد المدرسة الصادقية ومعهد بورقيبة النموذجي. تأسس سنة 1954، وكان المعهد الوحيد بسوسة الذي تُدرس فيه العلوم التقنية.

## التسمية
سمي على يوم 2 مارس 1934 عندما تأسس الحزب الحر الدستوري الجديد بعد اجتماع الحبيب بورقيبة رفقة عدد من الشبان في قصر هلال.